# Edmund Rynkiewicz
Edmund Rynkiewicz (ur. 25 lipca 1935 w Wielkim Bukowcu, zm. 20 lutego 2022 w Świdwinie) – polski technik rolnictwa, poseł na Sejm PRL IX kadencji, pszczelarz.

## Życiorys
Syn Waleriana i Bronisławy. Ukończył Technikum Mechanizacji Rolnictwa w Poznaniu, a w 1954 podjął pracę w Państwowym Ośrodku Maszynowym. Potem był mechanizatorem rolnictwa w państwowym gospodarstwie rolnym oraz kierownikiem warsztatu Mechanicznego w Łęgach, który wchodził w skład Kombinatu Rolnego Redło. W 1968 wstąpił do Polskiej Zjednoczonej Partii Robotniczej, w której był I sekretarzem Komitetu Zakładowego w Redle. Zasiadał w Radzie Społeczno-Gospodarczej przy Sejmie VIII kadencji. W latach 1985–1989 pełnił mandat posła na Sejm PRL IX kadencji z okręgu Koszalin, zasiadając w Komisji Przemysłu oraz w Komisji Ochrony Środowiska i Zasobów Naturalnych.
Pochowany 26 lutego 2022 na cmentarzu komunalnym w Świdwinie.